# Margaret Mitchell
Margaret Munnerlyn Mitchell (Atlanta, 8 de novembro de 1900 – 16 de agosto de 1949), foi uma escritora e jornalista norte-americana.
Margaret escreveu apenas um livro, o romance situado na época da Guerra de Secessão, Gone with the Wind (...E o vento levou), pelo qual ela ganhou o National Book Award for Fiction de Romance de Destaque de 1936 e o Prêmio Pulitzer de Ficção em 1937.

## Biografia

### Infância e juventude
Margaret nasceu em Atlanta, em 1900. Era filha do advogado Eugene Muse Mitchell, diretor da Sociedade de História de Atlanta, e de Mary Isabelle "Maybelle" Stephens, uma sufragista. Margaret cresceu ouvindo histórias sobre a Guerra de Secessão contadas por seus parentes e por veteranos confederados. Obcecada por escrever, conta-se que ainda em criança costumava levantar-se no meio da noite para registrar ideias para histórias e peças teatrais. Todavia, Margaret nunca foi exatamente uma aluna brilhante.
No outono de 1918, ingressou no Smith College, de Northampton, Massachusetts, pouco antes da entrada dos Estados Unidos na Primeira Guerra Mundial. Durante o conflito, seu noivo, o tenente Clifford Henry, foi morto em combate na França e em janeiro de 1919, Maybelle Stephens faleceu durante a epidemia de Gripe Espanhola. Este último acontecimento obrigou Margaret a abandonar os estudos e voltar para casa, mas ela não possuía temperamento para dedicar-se apenas a cuidar do pai e do irmão mais velho. Logo, seu comportamento de melindrosa e seu trabalho em projetos sociais junto a população negra de Atlanta, começaram a escandalizar a sociedade conservadora da cidade.

## Repórter
Em setembro de 1922, Margaret casou-se com Berrien "Red" Upshaw, ex-jogador de futebol americano e (descobriu-se depois) contrabandista de bebidas. Como os rendimentos do marido não fossem suficientes para a manutenção do casal, mudaram-se para a casa dos Mitchell e ela arranjou um emprego como repórter do "The Atlanta Journal Sunday Magazine", onde um ex-namorado, John R. Marsh, trabalhava como editor. A aproximação profissional com Marsh e o comportamento violento de Upshaw, levaram Margaret a divorciar-se em Outubro de 1924. Em 4 de julho de 1925 (no dia da Independência, como ela é citada dizendo), casou-se com Marsh. O casal foi residir num apartamento térreo da Crescent Avenue, 979, local que Margaret chamava carinhosamente de "The Dump" ("O Depósito").

### Gone with the Wind
Poucos meses após o casamento, Margaret teve de afastar-se do jornal por problemas de saúde. Foi durante o período de convalescença que ela começou a escrever a história que a tornaria famosa, Gone with the Wind ("…E o Vento Levou" no Brasil, "E Tudo o Vento Levou" em Portugal). Em 1929, a maior parte do livro estava terminada e em 1935 a Editora Macmillan adquiriu os direitos de publicação.
Lançada em 10 de junho de 1936, a obra tornou-se rapidamente um "best-seller". Em outubro deste mesmo ano, já havia vendido um milhão de exemplares e os direitos de filmagem foram comprados pelo produtor David O. Selznick pela (na época) elevada soma de US$ 50 000. Em Maio de 1937, o livro Gone with the Wind foi premiado com o Pulitzer.
O filme homônimo teve seu lançamento mundial em Atlanta, no dia 15 de dezembro de 1939 e contou com a participação da tímida autora na platéia. Curiosamente, esse seria o único livro que Margaret viria a escrever. Os direitos autorais recebidos pela obra e pela adaptação cinematográfica tornaram-na uma mulher rica, e ela, envolvida com suas atividades de filantropia, decidiu encerrar sua carreira literária.
Em 1991, Alexandra Ripley fez uma continuação para o romance, Scarlett, que não obteve o mesmo sucesso.

### Morte

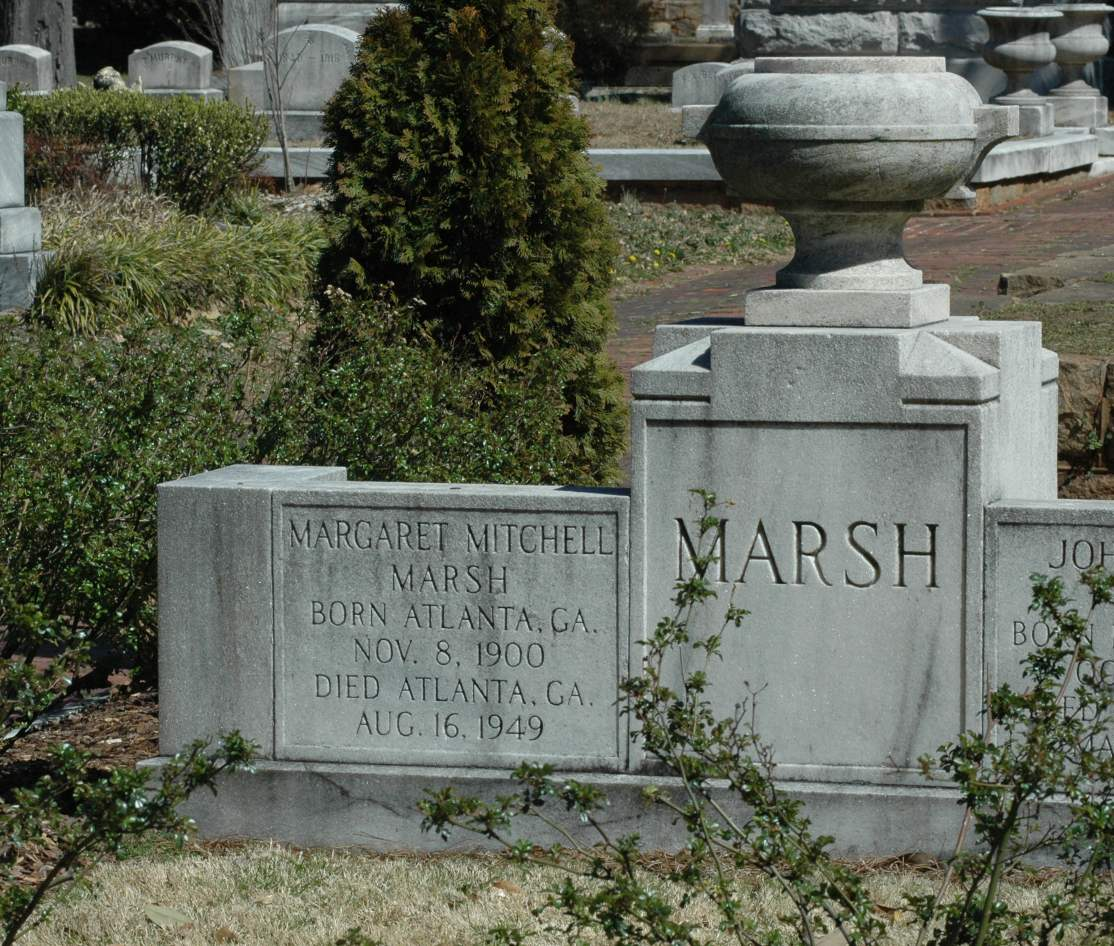
Túmulo de Margaret, no cemitério Oakland, Atlanta.

Ao atravessar uma rua próxima de sua residência, em 11 de agosto de 1949, Margaret foi atropelada por um táxi. Levada para um hospital, Margaret morreu cinco dias depois, sem nunca recobrar a consciência. John Marsh morreu em 1952 e foi enterrado ao lado da esposa, no cemitério Oakland em Atlanta.

## Obra
- …E o Vento Levou, Gone with the wind, trad. de Francisca de Basto Cordeiro, Rio de Janeiro: Irmãos Ponguetti Editores, 1940.

___________ trad. de Francisca de Basto Cordeiro, São Paulo: Hemus: 1973.

___________ trad. de Francisca de Basto Cordeiro, São Paulo: Círculo do Livro: 1990.

___________ trad. de Francisca de Basto Cordeiro, Belo Horizonte: Itatiaia, 2000. ISBN 85-319-0222-3.

___________ trad. de Marilene Tombini, Rio de Janeiro: Record, 2012.

___________ trad. de Adalgisa Campos da Silva e Regina Lyra, Rio de Janeiro: Nova Fronteira, 2020.

___________ trad. de Amanda Moura, Principis, 2021. SBN-13: 9786555522075; ISBN 6555522070

- A ilha perdida, Lost Laysen, trad. A. B. Pinheiro de Lemos. Rio de Janeiro: Record, 1996.